# Malsch (bei Wiesloch)
Malsch település Németországban, azon belül Baden-Württembergben. Lakosainak száma 3478 fő (2023. december 31.).

## Népesség
A település népessége az elmúlt években az alábbi módon változott:
| Lakosok száma | 2279 | 2441 | 2558 | 2540 | 2611 | 2989 | 3189 | 3404 | 3462 | 3478 |
|               | 1961 | 1967 | 1974 | 1980 | 1987 | 1993 | 2000 | 2006 | 2013 | 2023 |